# Bokhandlaren som slutade bada (film)
Bokhandlaren som slutade bada är en svensk dramafilm från 1969, regisserad av Jarl Kulle. I huvudrollerna ses Allan Edwall, Margaretha Krook och Jarl Kulle. Förlaga till filmen är Fritiof Nilsson Piratens roman Bokhandlaren som slutade bada som kom ut 1937.

## Rollista (i urval)
- Allan Edwall – Jacob Bokhandlare
- Margaretha Krook – Amélie Arbel
- Ingvar Kjellson – Elim Svensson "Krusenstolpe", Amélies bror
- Jarl Kulle – korpral Krakow, takläggare
- Fritiof Billquist – snickare Grelin
- Nils Eklund – skräddare Stickselius/positivspelaren
- Gunnar Lindkvist – biertapparen
- Olof Bergström – stationsskrivare Trolle
- Eva Persson – Elvira, piga hos bokhandlaren
- Ellika Mann – Hilda Krakow, Krakows fru
- Ulla Sjöblom – Borodinskan
- Ulf Tistam – teologie studeranden
- Göthe Grefbo – komministern
- Chris Wahlström – Sabina
- Hans Strååt – kyrkoherden
- Inger Öjebro – möllarens rödhåriga piga